# 莫尔基希
莫尔基希（德語：Mohrkirch）是德国石勒苏益格－荷尔斯泰因州的一个市镇。总面积14.42平方公里，总人口992人，其中男性517人，女性475人（2011年12月31日），人口密度69人/平方公里。